# MOA-2007-BLG-400L b
MOA-2007-BLG-400Lb è un pianeta extrasolare orbitante intorno alla stella MOA-2007-BLG-400L, localizzata a 20.000 anni luce da noi nella costellazione del Sagittario.
Il pianeta, che è stato scoperto il 18 settembre 2008 attraverso la tecnica del microlensing gravitazionale, ha una massa compresa tra 50% e il 130% di quella di Giove e orbita la sua stella ad una distanza tra 0,6 e 1,1 UA.